# Taphrospilus hypostictus
El colibrí moteado, colibrí multipunteado (en Perú y Ecuador)  o colibrí grande oliva (en Colombia) (Taphrospilus hypostictus) es una especie de ave apodiforme de la familia Trochilidae —los colibríes—la única perteneciente al género monotípico Taphrospilus. Es nativa de regiones andinas del oeste de América del Sur.

## Distribución y hábitat
Se distribuye en las estribaciones de la vertiente oriental de los cordillera de los Andes, desde Ecuador (sur de Napo) hasta el este de Perú y centro de Bolivia; también registrada en Caquetá, suroeste de Colombia. Los registros reportados en el oeste de Brasil (oeste de Mato Grosso) y noroeste de Argentina se consideran erróneos.
Esta especie es generalmente común en la mayor parte de su distribución, en sus hábitats naturales: los bosques húmedos de piedemonte y subtropical bajo y bordes de bosque a lo largo de pequeñas quebradas de las estribaciones andinas en altitudes entre 400 y 1500 m, pero ocasionalmente alcanza los 2800 m en el alto valle de Apurímac (Perú). Más numeroso alrededor de los 600 m. Forrajea de estratos bajos a medios, generalmente dentro de la vegetación.

## Sistemática

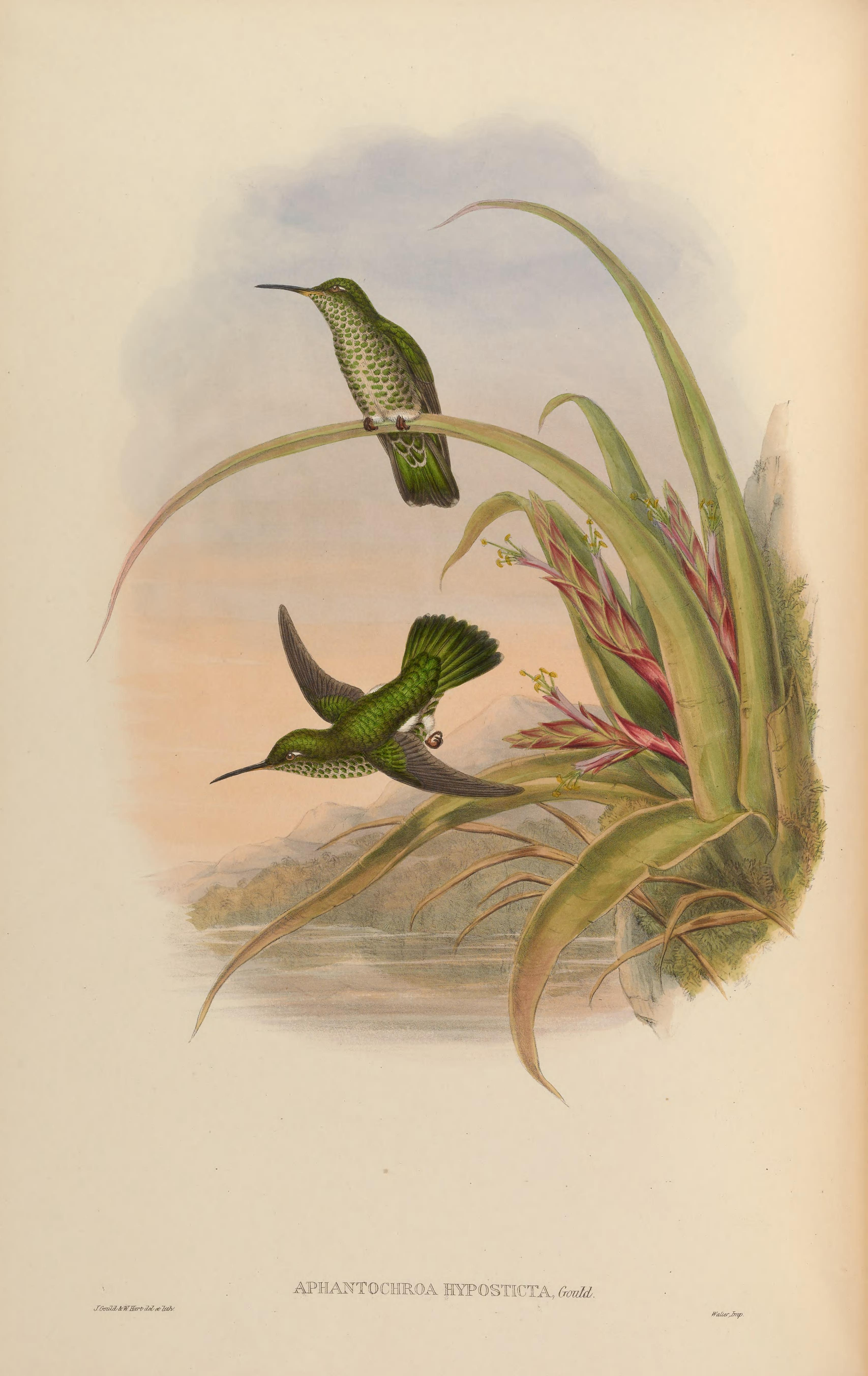
Aphantochroa hyposticta, ilustración de Gould y Hart en A monograph of the Trochilidae, or family of humming-birds Supplement, 1880.

### Descripción original
La especie T. hypostictus fue descrita por primera vez por el ornitólogo británico John Gould en 1862 bajo el nombre científico Aphantochroa hyposticta ; su localidad tipo es: «Ecuador».
El género Taphrospilus fue propuesto por el zoólogo francés Eugène Simon en 1910, y la especie tipo definida originalmente por monotipia es Aphantochroa hyposticta, la presente especie.

### Etimología
El nombre genérico femenino «Taphrospilus» se compone de las palabras del griego «taphros» que significa ‘cerca, denso’ y «spilos» que significa ‘punto’; y el nombre de la especie «hypostictus» se compone de las palabras del griego «hupo» que significa ‘debajo’ y «stiktos» que significa ‘punteado’.

### Taxonomía
La presente especie fue alternativamente tratada en el género Talaphorus, después incluida en Leucippus y finalmente tratada en un género monotípico Taphrospilus, situación actualmente reconocida por las principales clasificaciones. La subespecie propuesta T. hypostictus peruvianus Simon, 1921 se considera dentro de la variación general de la especie y sinónimo de la nominal.